# Cleora fijiensis
Cleora fijiensis là một loài bướm đêm trong họ Geometridae.